# Powikłanie
Powikłanie – schorzenie, które powstaje wskutek innej choroby lub operacji.
Przykładem może być grupa powikłań pooperacyjnych, których przyczyną objawów klinicznych jest przebyta operacja. W tym przypadku powikłania mogą mieć charakter miejscowy (m.in. krwawienie z rany, zakażenie, ropnie, przetoki wewnętrzne lub zewnętrzne) lub ogólny (m.in. zawał serca, niewydolność krążenia, zakażenia układów i narządów, niewydolność oddechowa). Dzielą się one na wczesne (do 30 dni po operacji) i późne (powyżej 30 dni do kilkunastu lat). Do grupy powikłań pooperacyjnych należy m.in. zespół poresekcyjny, który występuje po chirurgicznym leczeniu żołądka. Charakteryzują go takie objawy jak: ból brzucha, zawroty głowy, omdlenia, wymioty i biegunka.
Przeważnie wystąpienie powikłań zależy od stopnia podatności, wieku, stanu zdrowia, kondycji systemu odpornościowego, itd. Powikłania wpływają przeważnie niekorzystnie na rokowanie choroby. Nieinwazyjne oraz minimalnie inwazyjne procedury medyczne z reguły sprzyjają znacznie mniejszym powikłaniom w porównaniu do tych inwazyjnych.